# Liên họ Kỳ đà
Varanoidea là một siêu họ thằn lằn bao gồm các họ nổi tiếng như họ Kỳ đà (Varanidae). Siêu họ này cũng bao gồm các loài sống dưới nước đã tuyệt chủng hay các dạng bán thủy sinh như thương long và Dolichosaurus, quái vật Gila và Heloderma horridum, Lanthanotidae (Lanthanotus borneensis) và họ Necrosauridae đã tuyệt chủng.

## Hình ảnh

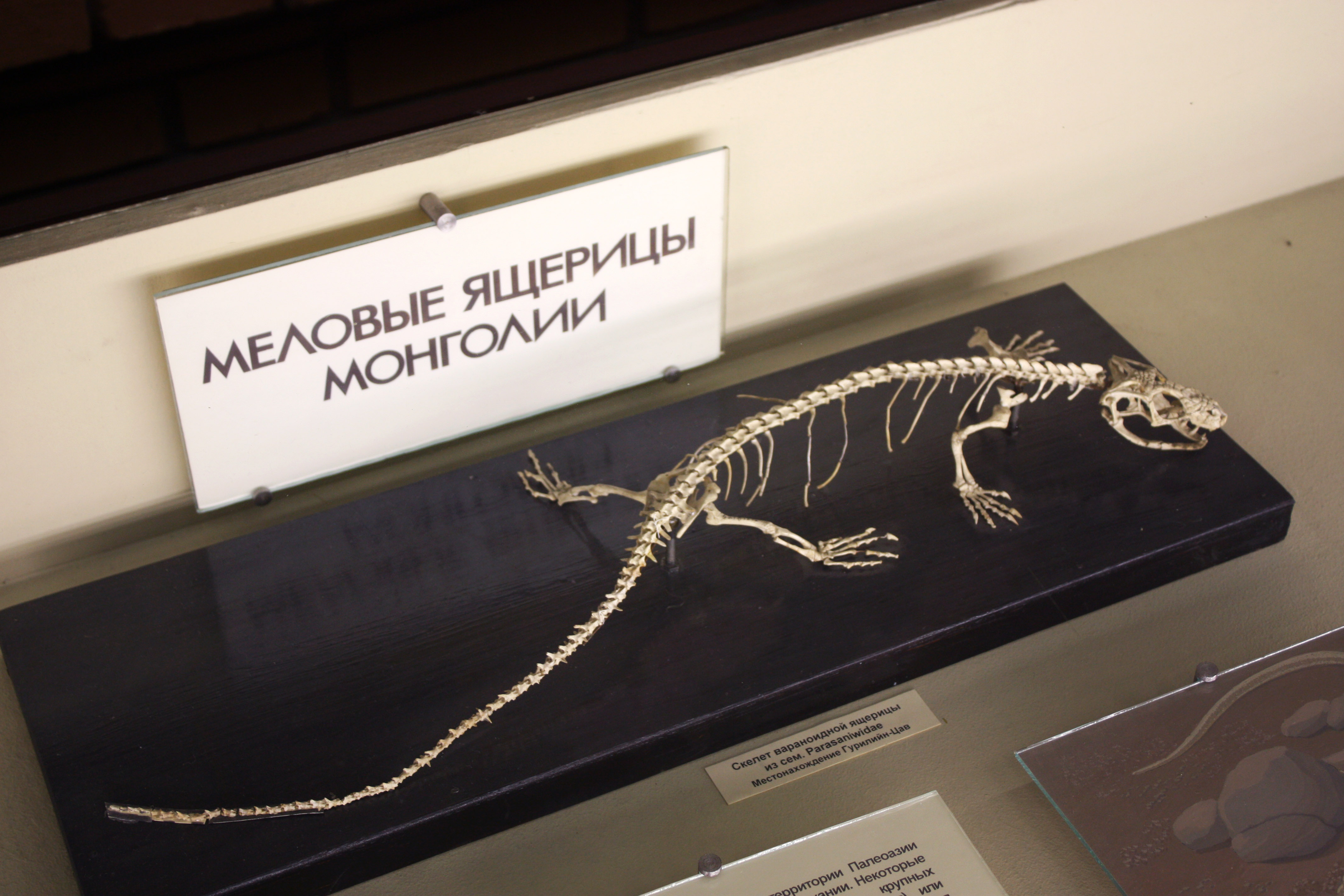
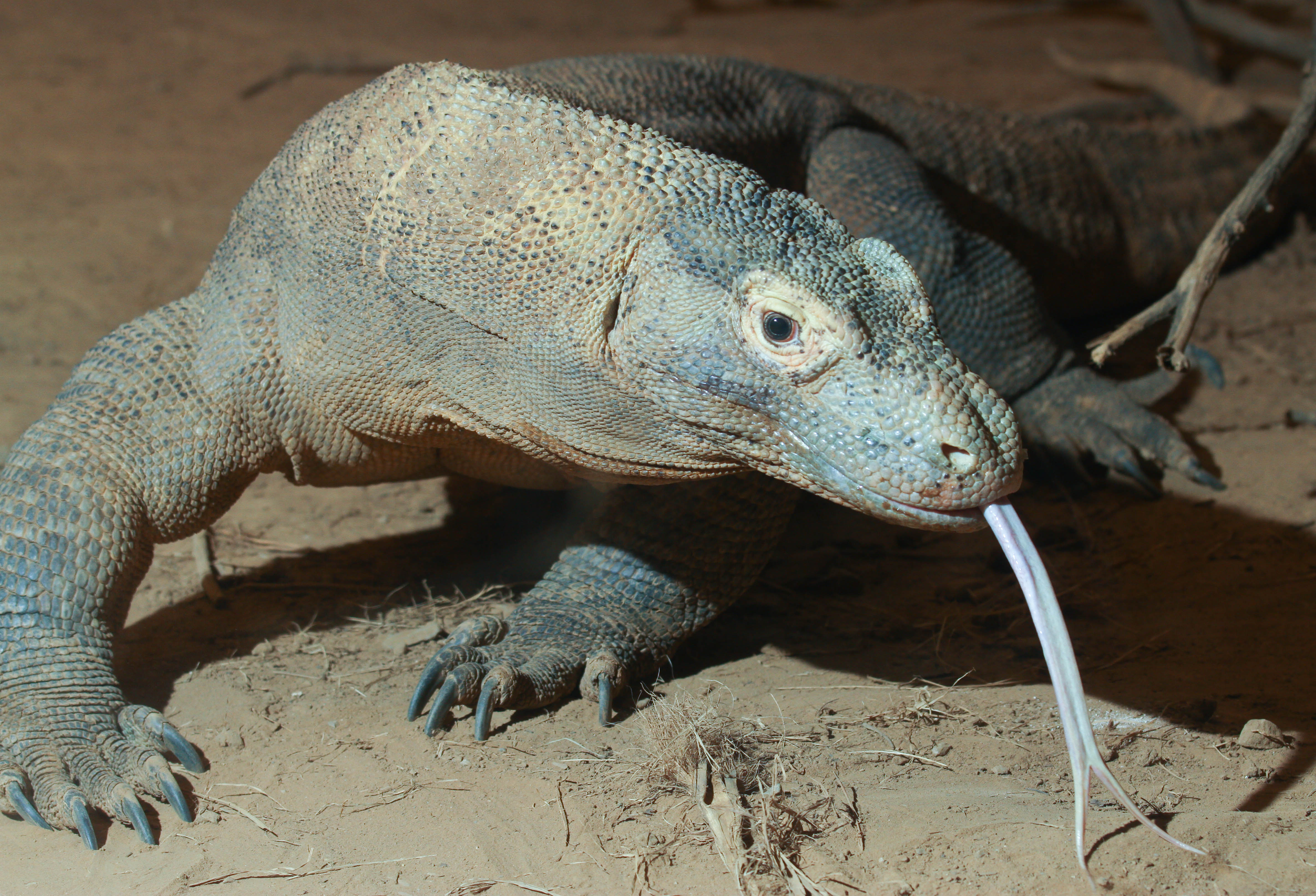
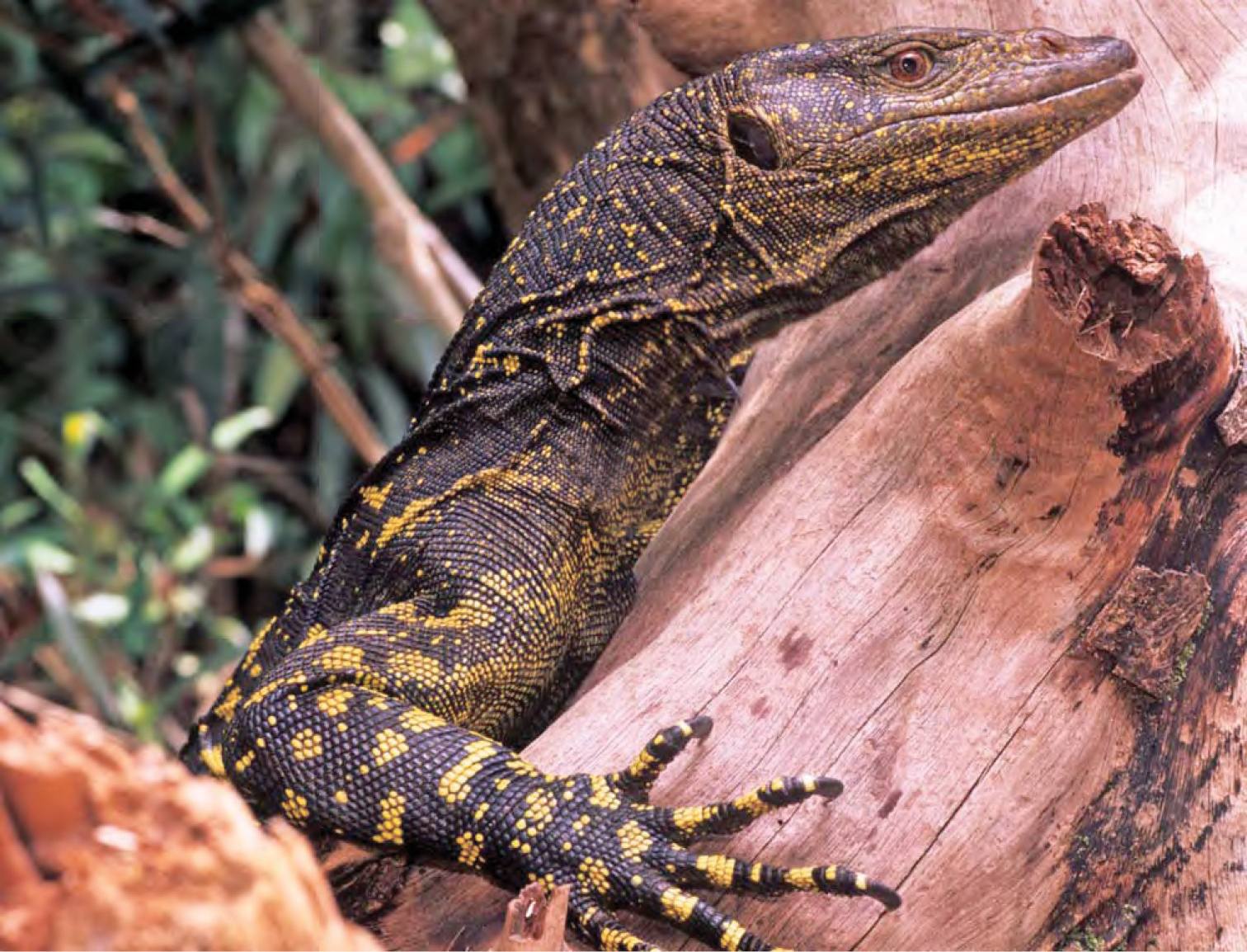